# Ebou Momar Taal

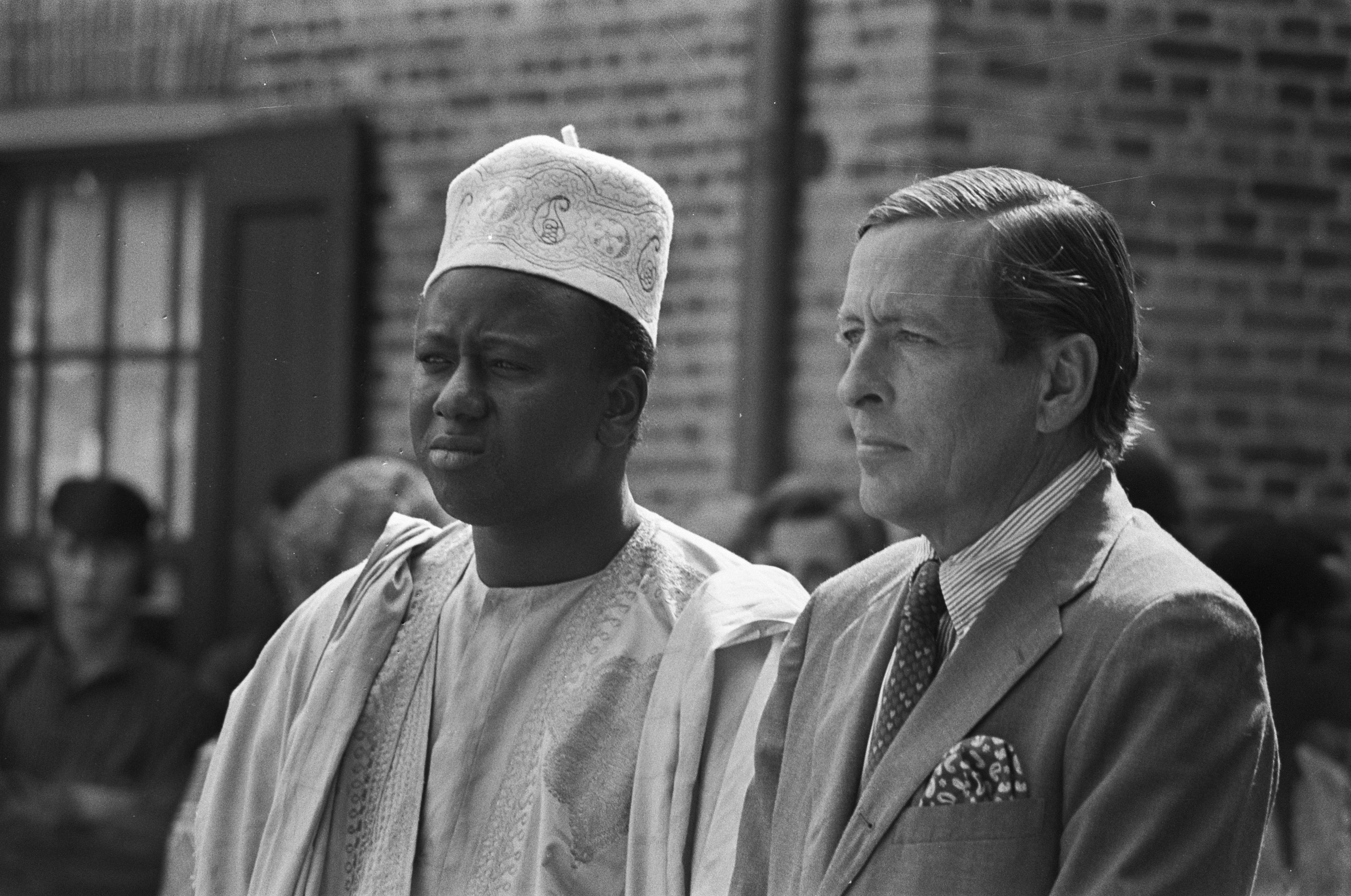
Ebou Momar Taal mit Prinz Claus der Niederlande (1975)

Alhaji Ebou Momar Taal (* 8. Januar 1937 in Basse Santa Su; † 30. Juni 2019 in Dakar) war ein gambischer Diplomat, Ökonom, Linguist, Historiker und Islamologe.

## Leben
Ebou Momar Taal, Sohn eines Kaufmanns, ist in Basse Santa Su geboren, nach anderer Quelle in Kau-ur.
In Bathurst besuchte er von 1944 bis 1948 die Mohammedan School und von 1949 bis 1955 die Methodist Boys’ High School. In Freetown (Sierra Leone) besuchte er von 1961 bis 1965 das Fourah Bay College und erhielt den Bachelor of Arts. Von 1971 bis 1972 besuchte Taal das Institut International d'Administration Publique (IIAP) in Paris und erwarb dort ein Diplom in International Beziehungen (englisch Diploma in International Relations).
Als stellvertretender Sekretär war Taal im stellvertretender Sekretär Niederlassungsbüro und Ministerium für Finanzen (englisch Establishment Office and Ministry of Finance) von 1965 bis 1967 tätig. Im Finanzministerium (englisch Ministry of Financial Affairs) war er von 1968 bis 1971 im senegambischen Ständigen Sekretariat (englisch Senegambian Permanent Secretariat) tätig. Von 1973 war als Berater an der Gambischen Botschaft in Brüssel (Belgien) bis 1974 eingesetzt. Danach wurde er bis 1977 Nachfolger von Sheriff Dibba, Botschafter in Belgien, mit gleichzeitiger Akkreditierung in den Niederlanden, Luxemburg, Italien und die Europäischen Wirtschaftsgemeinschaft. Später war er als Hochkommissar im Senegal mit Akkreditierung in Mali eingesetzt.
Nach der Tätigkeit als Botschafter war er im Außenministerium (englisch Ministry of Foreign Affairs) Staatssekretär (englisch permanent secretary) tätig. 1983 wurde Taal verhaftet und zu zwei Jahren Haft verurteilt. Seine Dienste in den Ministerien waren für die Regierung von Jawara bis 1994 als auch für die Regierung von Jammeh ab 1994.
Taal starb in Dakar (Senegal), wo er medizinisch behandelt wurde.

## Sportliches Wirken
In seiner Jugendzeit spielte Taal Fußball für den Gambia United und später für die White Phantoms. Er galt als ein starker, verlässlicher rechter Außenverteidiger, der kurz vor seiner Abreise zu weiteren Studien im Ausland für die Nationalmannschaft spielte.
Der vielseitig talentierte Sportler war auch der nationale Meister im Tischtennis, der den Sport im Jugendzentrum von Banjul dominierte und jeden einzelnen Konkurrenten besiegte. Er spielte auch Tennis und vertrat Gambia beim interkolonialen Tennisturnier in Sierra Leone.
Auch er war ein guter Boxer, aber von allen Sportarten zeichnete sich Ebou Taal im Cricket weitaus mehr aus als der Rest. Er war wohl der beste Spin-Bowler seiner Zeit; seine Wendigkeit als zuverlässiger Schlagmann wird auch heute noch von vielen nicht unterschätzt. Jedes Mal, wenn die Nationalmannschaft Gambias in Schwierigkeiten geriet, wandten sich Kapitän Matarr Sarr oder George Madi immer an Taal, um die Nation zu retten. Taal war zusammen mit Alh. Abou Dandeh Njie, Musa Faal, Bye Abi Faal, Ousman B. „Fisco“ Conateh und anderen Mitglied des damals berühmten Jugendklubs Zicoza. Die Zicoza-Gruppe war die Spitze in Banjul, und ihre Rivalität mit Roxy Vous war damals eine Freude in der Jugendbegegnung in Banjul. Er war auch ein Gründungsmitglied der Metta Vous, die später in Metta Youth Club umbenannt wurde. Dieser Club organisierte 1965 die Miss Independence und im selben Jahr die erste Miss Gambia. Er war von 1954 bis 1970 Kapitän von Gambia Cricket XI.

## Familie
Taal war zuerst mit Rabia Alami und später mit Haddy Conteh (seit 1971) verheiratet. Conteh verstarb früh, später heiratete er Haddy Dibba. Er hatte zwei Töchter und zwei Söhne. Ein Sohn ist Salieu Taal, der Präsident der gambischen Anwaltskammer, der Gambia Bar Association.

## Ehrungen aus Auszeichnungen
- unbekanntes Jahr – Chevalier des Ordre national du Mérite[2]